# Дуди ханъм джамия
Дуди ханъм джамия (на македонска литературна норма: Дуди ханум џамија) е мюсюлмански храм в град Кочани, Република Македония.
Джамията е от османско време.
През декември 2014 година старото минаре е разрушено до основи по решение на джамийското настоятелство, поради невъзможност за поправяне и е изградено ново.